# Канавы (Чечерский район)
Канавы (бел. Канавы) — упразднённый посёлок в Ровковичском сельсовете Чечерском районе Гомельской области Белоруссии.

## География

### Расположение
В 20 км на юго-запад от Чечерска, 18 км от железнодорожной станции Буда-Кошелёвская (на линии Гомель — Жлобин), 38 км от Гомеля.

## Транспортная сеть
Рядом шоссе Довск — Гомель. Застройка деревянная, усадебного типа.

## История
Основан в начале XX века переселенцами из соседних деревень. В 1926 году работал почтовый пункт, в Холочском сельсовете Чечерского района Гомельского округа. В 1931 году организован колхоз. 17 жителей погибли на фронтах Великой Отечественной войны. Согласно переписи 1959 года в составе производственного предприятия «Возрождение» (центр — деревня Холочье).

## Население

### Численность
- 2004 год — жителей нет.

### Динамика
- 1926 год — 25 дворов, 146 жителей.
- 1959 год — 188 жителей (согласно переписи).
- 2004 год — жителей нет.